# Frasne-les-Meulières
Frasne-les-Meulières é uma comuna francesa na região administrativa de Borgonha-Franco-Condado, no departamento de Jura. Estende-se por uma área de 4,88 km². Em 2010 a comuna tinha 122 habitantes (densidade: 25 hab./km²).